# Área Salvaje de Ansel Adams
El Área Salvaje de Ansel Adams es un área silvestre en la Sierra Nevada de California, Estados Unidos . El área se extiende por 93,698 ha ; El 33,9% del área se encuentra en el Bosque Nacional Inyo, el 65,8% está en el Bosque Nacional Sierra y el 0,3% restante cubre la totalidad del Monumento Nacional de Devils Postpile. El Parque Nacional Yosemite se encuentra al norte y noroeste de la zona, mientras que el Área Salvaje de John Muir se encuentra al sur.

## Historia
El área silvestre se estableció como parte de la Ley de Áreas Silvestres original en 1964 como el Área Salvaje de Minarets . El Área Salvaje de Minarets con una superficie de 44,300 ha se creó ampliando y cambiando el nombre del Área Primitiva del Monte Dana-Minarets.
En 1984, tras su muerte, la zona fue ampliada y renombrada en memoria de Ansel Adams, conocido ambientalista y fotógrafo de naturaleza famoso por sus fotografías de paisajes en blanco y negro de la Sierra Nevada.

## Geografía y Geología
El Área Salvaje de Ansel Adams se extiende en alturas de entre 1,067 a 4,010 m s.n.m., formando el paisaje del extremo norte de la Sierra Alta.
La pieza central de la naturaleza de Ansel Adams es la Cordillera Ritter, que incluye oscuras montañas glaciares metavolcánicas como el Monte Ritter, el Pico Banner y Los Minarets .
Inmediatamente al este de la Cordillera Ritter se encuentra la bifurcación media del río San Joaquín, que contiene al Monumento Nacional de Devils Postpile, una serie de columnas basálticas que quedaron reveladas y suavizadas por la acción de los glaciares. La  bifurcación se origina en Thousand Island Lake, al pie del Pico Banner, uno de los lagos rurales más grandes de la Sierra.
Al este del cañón Middle Fork se encuentra la Cresta de la Sierra, de aproximadamente 3,000 m s.n.m. cuya elevación es inferior a la Cordillera Ritter. Esta región relativamente baja de la cresta permite el paso de las tormentas invernales y provoca grandes cantidades de nieve en la Montaña Mammoth, que se encuentra en la brecha. La brecha también permite la migración de plantas y animales a través de la Cresta de la Sierra.
Al oeste de la Cordillera Ritter se encuentra el Cañón de la bifurcación de San Joaquín, una zona montañosa relativamente remota y no visitada. La parte sur del área salvaje contiene una profundidad de 900 metros del Cañón principal del río San Joaquín, que fluye desde la Sierra Nevada hacia el Valle Central de California.

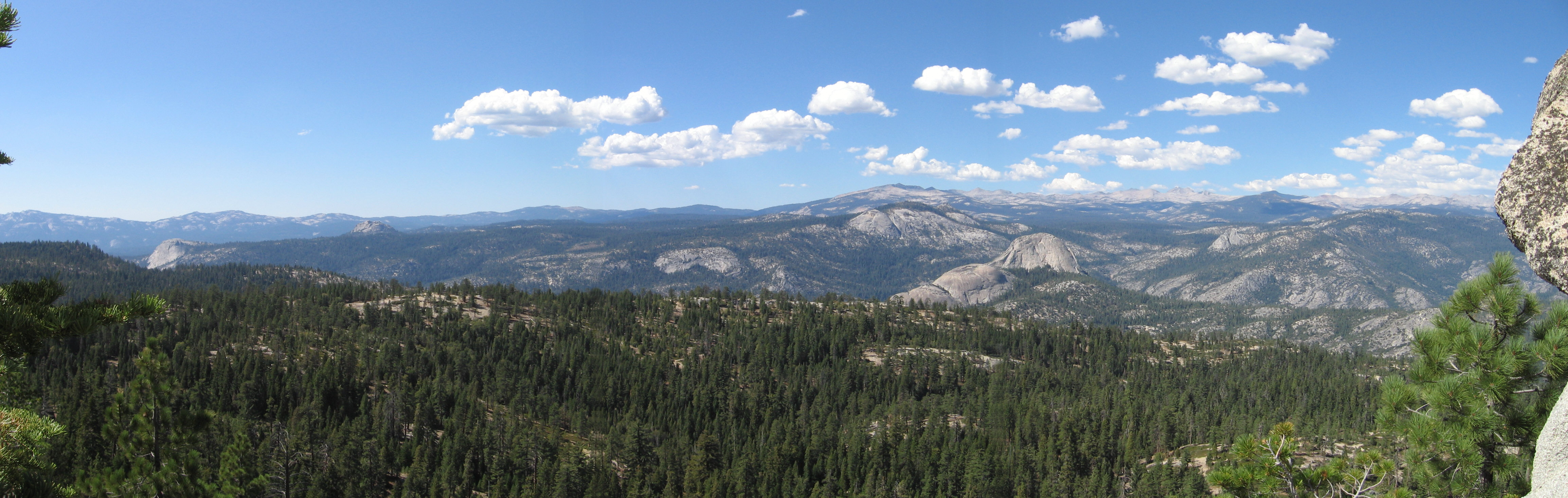
Panorámica del Área Salvaje de Ansel Adams

## Ecología
El área salvaje de Ansel Adams contiene un área sustancial por encima de la línea de árboles, aproximadamente 2,900-3,200 m s.n.m. . El área por encima del límite de los árboles contiene praderas alpinas y campos de páramos, incluyendo una gran cantidad de lagos glaciares. Debajo de la línea de árboles, la vegetación está dominada por el pino torcido, abeto rojo y pino Jeffrey, dependiendo de la elevación.

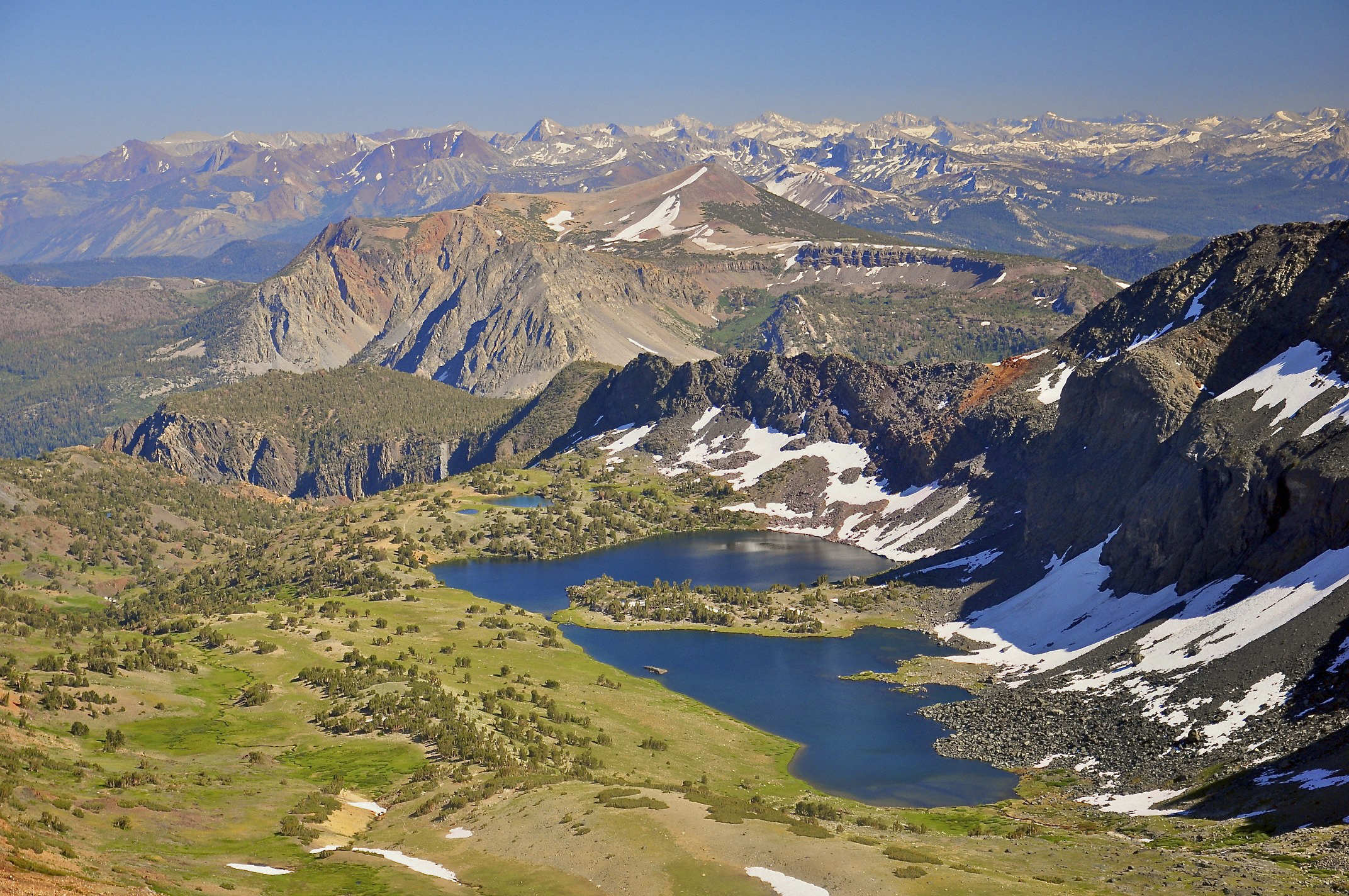
Los lagos Alger y el monte San Joaquín en el extremo norte del área salvaje.

## Recreación
El área contiene 562 kilómetros de rutas de senderismo, incluidas partes de la Carretera de John Muir y el Sendero de la Cresta del Pacífico. La Carretera de la Sierra Alta es una ruta fuera del camino descrita por Steve Roper, discurre a lo largo de la base de la Cordillera Ritter, a través del área salvaje.
La bifurcación del Río San Joaquín recibe la mayor cantidad de visitantes: se requiere un autobús obligatorio para que los visitantes lleguen al Monumento Nacional de Devils Postpile desde la zona de esquí de la Montaña Mammoth durante el verano.
Los Minaretes son una zona muy conocida para la práctica de escalada técnica en roca.
El invierno ofrece varias posibilidades de esquí, accesibles tanto desde la Montaña Mammoth como desde la zona de esquí de la Montaña June .

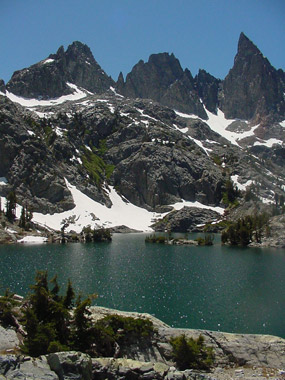
Vista del Lago Minaret en el Área Salvaje de Ansel Adams